# アレクサンドラン
アレクサンドラン（または十二音綴、フランス語: alexandrin、英語: alexandrine、イタリア語: alessandrino）は詩における韻律の行、つまり詩行（詩句）の一種。英語詩でも使われ、その場合はアレクサンドル格と訳される。アレクサンドランはバロック時代のドイツ文学や、近・現代のフランス語詩で一般的である。イギリス演劇でも、古い時代に使われることは多かったが、クリストファー・マーロウやウィリアム・シェイクスピアによって弱強五歩格にとって代わられた。

## 音節からなる韻文
フランス文学の中で使われるようなSyllabic verse（音節からなる韻文、または詩）の中で、アレクサンドランは1行が12音節から成っている。アレクサンドランは、6音節目と7音節目の間にカエスーラ（中間休止、句切れ）を挟むことによっておのおの6音節ずつに2等分されるのが最も一般的である。
ピエール・コルネイユとジャン・ラシーヌの劇作は典型的に、押韻したアレクサンドランの二行連で構成されている。次の2行はコルネイユの『ル・シッド』（第4幕第3場）からである（「//」はカエスーラ）。
Nous partîmes cinq cents ; // mais par un prompt renfort
Nous nous vîmes trois mille // en arrivant au port

次にあげるシャルル・ボードレールの『宝石』は19世紀フランス語詩でのアレクサンドランの典型的な使用例である。
La très-chère était nue, // et, connaissant mon cœur,
Elle n'avait gardé // que ses bijoux sonores,
Dont le riche attirail // lui donnait l'air vainqueur
Qu'ont dans leurs jours heureux // les esclaves des Mores.

ポール・エリュアールのような20世紀のシュルレアリストさえも、時々アレクサンドランを使った。次の3行は『L'Égalité des sexes』（『Capitale de la douleur』に収録）からである。
Ni connu la beauté // des yeux, beauté des pierres,
Celle des gouttes d'eau, // des perles en placard,
Des pierres nues // et sans squelette, // ô ma statue
この3行目のように、2つのカエスーラを挟んでおのおの4音節ずつに3等分されることもある。

## アクセントのある韻文
（英語詩など）アクセントのある韻文でのアレクサンドル格は、弱強六歩格（弱強六歩格とはイアンボス（弱強格）を6回繰り返した韻律のこと）の詩行のことで、その間（6音節目と7音節目の間）にカエスーラを挟むのが普通であるが、ジョン・ミルトンは『闘士サムソン』（en:Samson Agonistes）の抒情詩調の箇所でカエスーラの位置を意味深く変化に富ませたことを、ロバート・ブリッジス（en:Robert Bridges）は指摘している。
エドマンド・スペンサーの『妖精の女王』の中では、五歩格が8行続いた後にアレクサンドル格が1行続き、その六歩行は通常の五歩行のリズムに減速される。これはスペンサー詩体と呼ばれている。スペンサー以後では、マイケル・ドレイトン（en:Michael Drayton）が『Poly-Olbion』の中でアレクサンドル格の二行連を使っている。
アレキサンダー・ポープは弱強五歩格から成る2つの押韻した二行連の後にアレクサンドル格を1行続けることで、詩の流れを遅くするか速くすることができるアレクサンドル格の潜在性を見事に特徴づけた。
A needless alexandrine ends the song
that like a wounded snake, drags its slow length along.
の2、3行後に、
Not so, when swift Camilla scours the Plain,
Flies o'er th'unbending corn and skims along the Main.
と続く。
変化をつけるために、主に五歩格の韻文の後にアレクサンドル格を挿入することも時にある。たとえば、前述したスペンサー詩体がそうである。シェイクスピアのブランクヴァースではアレクサンドル格はたまにしか現れない。王政復古時代と18世紀には、二行連で書かれた詩は、アレクサンドル格を3行目とする三行連を挿入することで変化を持たせた。ジョン・ドライデンの次の詩はその一例である。
But satire needs not those, and wit will shine
Through the harsh cadence of a rugged line:
A noble error, and but seldom made,
When poets are by too much force betrayed.
Thy generous fruits, though gathered ere their prime,
Still showed a quickness; and maturing time
But mellows what we write to the dull sweets of rhyme.

## 起源
名前の起源に関しては不明な点があるものの、12世紀に（フランスで）集められたアレクサンドロス・ロマンスに由来する可能性が高い。これはアレクサンドロス3世（アレキサンダー大王）を主人公とし、彼をブリテンのアーサー王のように、騎士道精神の誇りと栄誉として描いたものである。この作品が出版される以前は、多くのトルヴェールのロマンスは8音節詩で書かれていた。その一方で、アレクサンドル・ド・ベルネー（またはアルクサンドル・ド・パリ、en:Alexander of Paris）という詩人がこの詩行を発明したという説もある。後にフランス文学における流行の元となったこの新しい作品は1行12音節で書かれていたが、休止は自由だった。この自由は後には縮小されることになる。しかし、この新しい流行はすぐに受け入れられたわけではない。この韻律が復活したのは、フランソワ1世の治世下、プレイヤード派の七人の1人、ジャン＝アントワーヌ・ド・バイフによってである。